# Kenji Yanobe
Kenji Yanobe (ヤノベケンジ Yanobe Kenji) est un artiste japonais né en 1965 à Ibaraki, dans la préfecture d'Osaka,,.

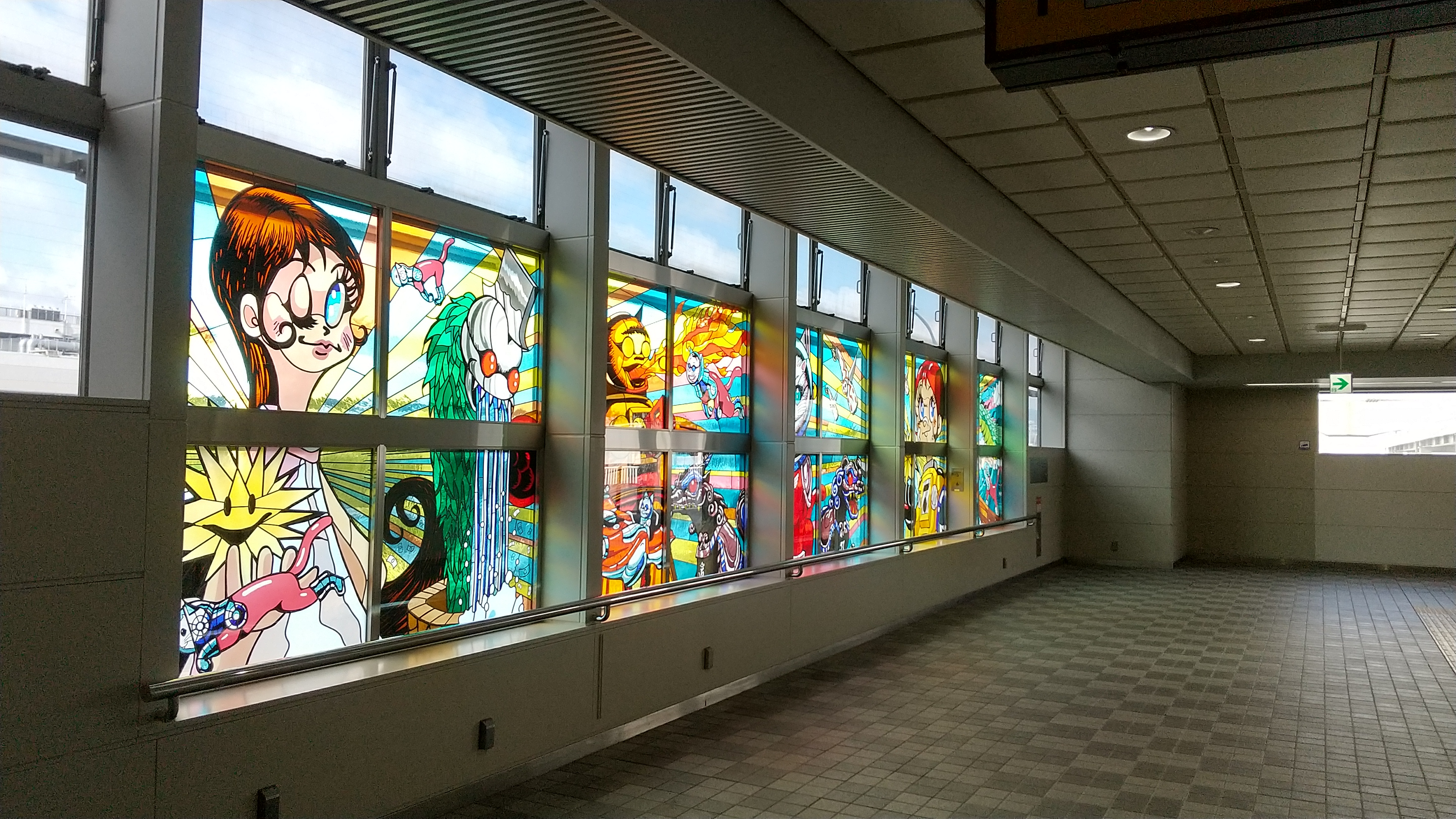
Vitraux de Kenji Yanobe, aéroport d'Itami.